# Ryan Hollins
Ryan Kenwood Hollins (Pasadena, 10 ottobre 1984) è un ex cestista statunitense, professionista nella NBA e in Europa.

## Carriera
È stato selezionato dai Charlotte Bobcats al secondo giro del Draft NBA 2006 (50ª scelta assoluta).
Con gli Stati Uniti ha disputato i Giochi panamericani di Toronto 2015.